# قطعنامه ۱۳۸۴ شورای امنیت
قطعنامه  ۱۳۸۴ شورای امنیت سازمان ملل متحد که در تاریخ ۱۴ دسامبر ۲۰۰۱ تصویب شد، سندی بین‌المللی دربارهٔ بررسی وضعیت در قبرس است. این قطعنامه طی نشست ۴۴۳۶ام با ۱۵ رای موافق، ۰ مخالف و ۰ ممتنع تصویب شد.